# Sinophobie
| Pays sondé          | Positive | Négative | Neutre | Différence |
| ------------------- | -------- | -------- | ------ | ---------- |
| Pakistan            | 82 %     | 13 %     | 5 %    | +69        |
| Russie              | 74 %     | 9 %      | 17 %   | +65        |
| Nigeria             | 74 %     | 16 %     | 10 %   | +58        |
| Bangladesh          | 62 %     | 14 %     | 24 %   | +48        |
| Pérou               | 58 %     | 23 %     | 19 %   | +35        |
| Colombie            | 57 %     | 23 %     | 20 %   | +34        |
| Thaïlande           | 54 %     | 20 %     | 26 %   | +34        |
| Arabie saoudite     | 57 %     | 26 %     | 17 %   | +31        |
| Mexique             | 49 %     | 20 %     | 31 %   | +29        |
| Indonésie           | 46 %     | 18 %     | 36 %   | +28        |
| Afrique du Sud      | 54 %     | 28 %     | 18 %   | +26        |
| Émirats arabes unis | 55 %     | 31 %     | 14 %   | +24        |
| Chili               | 48 %     | 34 %     | 18 %   | +14        |
| Brésil              | 43 %     | 31 %     | 26 %   | +12        |
| Argentine           | 44 %     | 33 %     | 23 %   | +11        |
| Malaisie            | 45 %     | 40 %     | 15 %   | +5         |
| Singapour           | 41 %     | 41 %     | 18 %   | 0          |
| Roumanie            | 38 %     | 39 %     | 23 %   | -1         |
| Turquie             | 38 %     | 45 %     | 17 %   | -7         |
| Philippines         | 37 %     | 45 %     | 18 %   | -8         |
| Espagne             | 31 %     | 47 %     | 22 %   | -16        |
| Israël              | 32 %     | 52 %     | 16 %   | -20        |
| Italie              | 27 %     | 53 %     | 20 %   | -26        |
| Viêt Nam            | 28 %     | 58 %     | 14 %   | -30        |
| Tchéquie            | 23 %     | 56 %     | 21 %   | -33        |
| Pologne             | 22 %     | 55 %     | 23 %   | -33        |
| Inde                | 24 %     | 59 %     | 17 %   | -35        |
| Belgique            | 18 %     | 56 %     | 26 %   | -38        |
| France              | 15 %     | 57 %     | 28 %   | -42        |
| Irlande             | 18 %     | 62 %     | 20 %   | -44        |
| États-Unis          | 16 %     | 62 %     | 22 %   | -46        |
| Pays-Bas            | 15 %     | 62 %     | 23 %   | -47        |
| Canada              | 14 %     | 62 %     | 24 %   | -48        |
| Royaume-Uni         | 14 %     | 62 %     | 24 %   | -48        |
| Suisse              | 19 %     | 69 %     | 12 %   | -50        |
| Norvège             | 16 %     | 70 %     | 14 %   | -54        |
| Autriche            | 14 %     | 70 %     | 16 %   | -56        |
| Australie           | 13 %     | 69 %     | 18 %   | -56        |
| Allemagne           | 13 %     | 69 %     | 18 %   | -56        |
| Suède               | 12 %     | 73 %     | 15 %   | -61        |
| Japon               | 7 %      | 78 %     | 15 %   | -71        |
| Corée du Sud        | 5 %      | 88 %     | 7 %    | -83        |

La sinophobie désigne l'hostilité ou l'aversion de la Chine, du peuple chinois et/ou de la culture chinoise,,. Son contraire est la sinophilie. 
Elle est souvent dirigée contre les minorités chinoises qui vivent en dehors de la Chine et implique les questions d'immigration, du nationalisme, des idéologies politiques, de la disparité des richesses, de l'ancien système tributaire de la Chine impériale, des relations entre la majorité et les minorités, de l'héritage impérial et du racisme,,.
Dans le monde sinophone, « anti-gouvernement chinois » (反中[國], litt. « anti-chinois [État] »), « anti-communiste » (反中共 / 反中共) ou « anti-République populaire de Chine » (反中華人民共和國), qui désigne l'opposition politique au gouvernement ou à l'État chinois, se distingue du « racisme anti-chinois » (反華 / 嫌中), qui est une haine raciste du peuple chinois,.
Divers clichés culturels populaires et stéréotypes négatifs à l'égard des Chinois existent dans le monde entier depuis le XXe siècle et sont souvent associés à divers clichés culturels populaires et stéréotypes négatifs à l'égard d'autres groupes ethniques asiatiques, connus sous le nom de « péril jaune ». Certaines personnes peuvent nourrir des préjugés ou de la haine à l'égard des Chinois en raison de l'histoire, du racisme, de la politique moderne, des différences culturelles, de la propagande ou de stéréotypes enracinés,.
La pandémie de Covid-19 a entraîné une résurgence de la sinophobie, dont les manifestations vont d'actes subtils de discrimination tels que les microagressions et la stigmatisation, l'exclusion et la mise à l'écart, à des formes plus manifestes, telles que les insultes et les injures, et parfois la violence physique,,,,.